# قره‌غایلی
قره‌غایلی (قزاقی: Қарағайлы) یک شهرک در استان قراغندی کشور قزاقستان است.